# 프엉마이
응우옌푹프엉마이(Nguyễn Phúc Phương Mai, 1937년 8월 1일 ~ )는 베트남 응우옌 왕조의 황녀이다. 바오다이의 1번째 딸로, 어머니는 남프엉 황후이다.